# ناکامورا شیچینوسوکه دوم
ناکامورا شیچینوسوکه دوم (انگلیسی: Nakamura Shichinosuke II؛ زادهٔ ۱۸ مهٔ ۱۹۸۳) بازیگر، بازیگر کابوکی، و بازیگر خردسال اهل ژاپن است.
از فیلم‌ها یا برنامه‌های تلویزیونی که وی در آن نقش داشته‌است می‌توان به آخرین سامورایی اشاره کرد.